# Songthela shuyuan
Espèce
Songthela shuyuan est une espèce d'araignées mésothèles de la famille des Liphistiidae.

## Distribution
Cette espèce est endémique du Hunan en Chine,. Elle se rencontre sur le mont Yuelu.

## Description
Le mâle holotype mesure 12,33 mm et la femelle 13,16 mm, les mâles mesurent de 9,20 à 15,19 mm et les femelles de 10,86 à 15,56 mm.

## Systématique et taxinomie
Cette espèce a été décrite par Li, Liu et Xu en 2019.

## Publication originale
- Li, Liu & Xu, 2019 : « Three new species of the primitively segmented spiders from Mt Yuelu, Hunan, China (Mesothelae, Liphistiidae). » Zootaxa, no 4691(2), p. 139-152.